# Mynta (häst)
Mynta, född 1988, död 2017, var en svensk hopphäst som reds av Helena Lundbäck. Mynta är den enda svenska häst som deltagit i en VM-final i hoppning i modern tid, då i Jerez de la Frontera år 2002, och ekipaget tog då ett silver i laghoppning och kom på fjärde plats individuellt.
Mynta och Helena Lundbäck har även ett Grand Prix-guld (Göteborg år 2000), vunnit individuellt guld i EM (Morsel, Belgien år 1997), samt placerats sjua i OS år 2000 i Sydney. Ekipaget har även fått 8 guldmedaljer i internationella sammanhang. 
Mynta föddes 1988 och var ett svenskt halvblod efter hingsten Robin Z och undan stoet Uttini. Mynta var halvsyster till Malin Baryard-Johnssons häst Butterfly Flip som också är efter Robin Z. 